# Mappa di Hereford

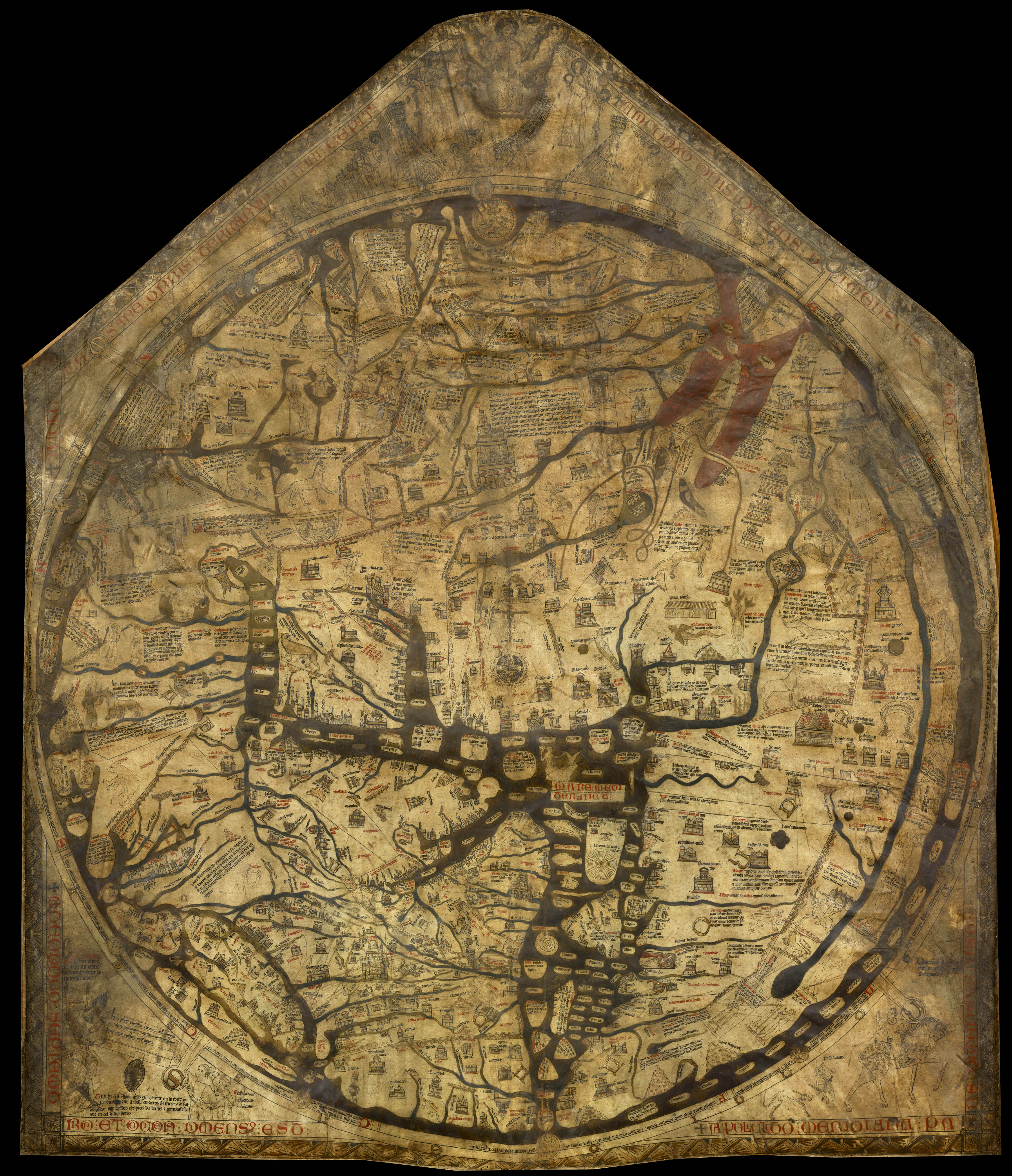
La Mappa di Hereford

La Mappa di Hereford è una mappa mundi, di una forma derivante dalla T e O. Disegnata su un singolo foglio di vellum, misura 158 x 133 cm, ed è la più grande mappa medievale conosciuta finora. Fu dipinta fra il 1276 e il 1284 in Inghilterra da Richard di Haldingham e riproduce il mondo allora conosciuto fondando la propria rappresentazione sulla base di nozioni storiche, bibliche, classiche e mitologiche.

## Storia
La Mappa di Hereford è stata in esposizione per molti anni su un muro di un corridoio presso la cattedrale di Hereford. Durante l'Interregno la mappa fu nascosta sotto il pavimento dell'altare votivo del vescovo Audley, dove rimase per qualche tempo. Nel 1855, la mappa fu restaurata e trasportata al British Museum. Durante la seconda guerra mondiale, la mappa mundi e altri manoscritti preziosi sono stati tenuti in sicurezza per essere poi restituiti nel 1946.
Nel 1988, a causa di una crisi finanziaria nella diocesi di Hereford fu proposta la vendita della mappa. Dopo tante polemiche, è stato possibile mantenere la mappa di Hereford grazie a grandi donazioni da parte dell'Heritage Memorial Fund nazionale, di Paul Getty e di visitatori; e si è potuto costruire una nuova biblioteca per ospitare la mappa, inaugurata nel 1996.
La mappa è tuttora conservata nella cattedrale di Hereford, in Inghilterra.

## Caratteristiche
La mappa è firmata da "Riccardo di Haldingham e Lafford", noto anche come Richard de Bello. Le scritte sono in inchiostro nero, con l'aggiunta di rosso e oro; mentre mari e fiumi sono in blu o verde (ad eccezione del Mar Rosso, colorato di rosso). Raffigura 420 città, 15 eventi biblici, 33 animali e piante, 32 persone, e cinque scene tratte dalla mitologia classica. 
Gerusalemme è disegnata al centro del cerchio. La mappa è orientata con l'est in alto a sinistra e gli altri 3 punti cardinali modificati, al punto che l'ovest viene a trovarsi in opposizione al sud. Le tracce della modifica sono evidenti dalla rimozione della vernice di sfondo scura e l'aggiunta di un carattere nero della stessa fattura delle scritte di Africa e Europa, al posto degli originali caratteri in chiaro. Tale contraffazione porta come risultato che i nomi di Africa e Europa sono invertiti: l'Europa è denominata in rosso e oro come "Africa", e viceversa.
La mappa è basata su fonti tradizionali e mappe precedenti, come quella realizzata dal Beato di Liébana, ed è molto simile alla mappa di Ebstorf, alla mappa del mondo di Salterio, e alla mappa di Sawley (conosciuta a lungo, erroneamente, come " mappa di Enrico di Magonza"); quindi non rispecchia le conoscenze geografiche del XIII secolo. Ad esempio, il Mar Caspio è raffigurato come un golfo dell'oceano che circonda il mondo, nonostante nel 1255 Guglielmo di Rubruck avesse riportato che esso è totalmente circondato da terra.
. 
La divisione in continenti della mappa è data dal Mar Mediterraneo e dai fiumi Don e Nilo.
È la prima mappa a menzionare le isole Fær Øer.